# Tango Argentino (espectáculo)
Tango Argentino es un espectáculo coreográfico-musical de tango, creado y dirigido por Claudio Segovia y Héctor Orezzoli, con  asesoramiento de Juan Carlos Copes, y coreografía diseñada por los propios bailarines que integraron los elencos. Fue estrenado en 1983 en París y en 1985 en Broadway (Nueva York), alcanzando un enorme éxito de alcance mundial, manteniéndose en cartel por más de una década. Se le atribuye una influencia decisiva en el renacimiento mundial del tango, como danza y como género musical.

## Antecedentes
"El tango en 1983 era un recuerdo", dijo Enrique Cadícamo. Luego de haber sido hasta la década de 1950 una de las danzas más populares de Argentina y del mundo, el tango se había reducido a su mínima expresión. Afectado por los cambios generacionales, el negocio discográfico internacional, el auge del rock y de la música folklórica y las políticas de restricción de la música nacional y popular de las dictaduras militares, el tango se había dejado de bailar y sobrevivía gracias a los compositores e intérpretes que persistían en mantenerlo vivo, como Astor Piazzolla o Roberto Goyeneche, entre otros.
En esas condiciones el escenógrafo y hombre de teatro Claudio Segovia, ya desde 1972 tenía el proyecto de realizar una obra coreográfico-musical que tuviera como centro al tango, algo que, en ese momento, era visto como "un delirio", según reconoce Juan Carlos Copes, quien habría de asesorar a Segovia en aspectos coreográficos y él mismo integrar el elenco.
Durante una década nadie creyó en la posibilidad de hacer un espectáculo sobre tango. Astor Piazzolla mantuvo algunos encuentros con Segovia para realizar juntos el proyecto, pero la asociación no prosperó por falta de recursos. Hasta que en 1980 logró llevar a escena, en Sevilla, un proyecto similar, que se llamó Flamenco Puro, creado junto a Héctor Orezzoli, con quien desde hacía ya varios años que había formado una pareja creativa. En 1982 Michel Guy, un destacado hombre de la cultura francesa, que había sido ministro de Cultura y era en ese momento director del Festival de Otoño de París que él mismo había creado en 1972, le preguntó a Jorge Lavelli si conocía algún espectáculo diferente para presentar en la edición del festival del año siguiente. Lavelli no dudó en recomendarle a Segovia y Michel Guy, luego de ver el video de Flamenco Puro, quedó deslumbrado.
El proyecto había conseguido un escenario durante el Festival de Otoño de París, pero nadie estaba dispuesto a producirlo. Fue la madre de Segovia entonces quien le entregó el seguro de vida que había cobrado debido a la muerte de su padre, para que pudiera comenzar a producir su obra. Cantantes famosas como Tita Merello, Rosita Quiroga y Susana Rinaldi declinaron el ofrecimiento de participar, creyendo que era un fracaso seguro.
Segovia tenía muy claro que no quería armar un producto comercial de exportación, sino mostrar la elegancia y la belleza de lo popular, tal como se manifestaba en la vida cotidiana. Creó incluso un término para definir esa cualidad: "chic reo". El propio Segovia define así su concepción artística, que también es el fundamento de sus demás creaciones: Flamenco Puro (1980), Black and Blue (1985), Noche Tropical (1992), Brasil Brasileiro (2006) y Maipo siempre Maipo (2008).

Intento reflejar en el escenario una vida que existe en la realidad y que al mismo tiempo se conforme como una entidad escénica. Busco la pureza, las raíces, pero con artistas que tengan dominio del escenario, que no se acobarden ante el público, que puedan dar lo máximo de sí. En todos los espectáculos, la mezcla de los diferentes tipos de músicos y de bailarines, de niños con jóvenes y con gente madura, nos dio resultados muy enriquecedores, una vida interior y una intensidad muy grandes en cada uno de ellos... Elegí gente que según mi juicio era la más auténtica, la más verdadera, y creo que no me equivoqué. La fama, el cartel o la trayectoria no son interesantes para mí, lo único que me mueve para trabajar con un artista es la admiración que siento por él.
Claudio Segovia

Con mínimo apoyo estatal, Segovia y Orezzoli se conectaron con Juan Carlos Copes para seleccionar un elenco entre los escasos bailarines profesionales de tango que existían por entonces. Así reunieron a seis parejas y una bailarina individual: el propio Copes y María Nieves, María y Carlos Rivarola, Mayoral y Elsa María, Nélida y Nelson, Mónica y Luciano Frías, y Virulazo y Elvira. La bailarina individual fue Cecilia Narova, una despampanante vedette con formación de baile clásico y folklórico, con quien Segovia había trabajado recientemente en la revista de Antonio Gasalla en el Maipo.
Nélida Rodríguez cuenta el momento en que fue convocada:

-Pregunta: ¿Cómo empezó la epopeya de Tango Argentino, quién te convocó?
-Nélida Rodríguez: Claudio Segovia. En esa época nosotros estábamos bailando en Michelángelo y él vino a vernos con "Yuyo" (Héctor Orezzoli). A los pocos días nos reunimos en este departamento y nos contó la idea. Cuando se fue, nosotros con Nelson nos preguntábamos si sabría lo que quería hacer.

María Rivarola también recuerda ese momento:

La tarde en que sonó el teléfono de mi casa y una voz desconocida nos ofrecía la posibilidad de integrar un elenco de tango para ir a París, casi me desmayo. El señor del otro lado del teléfono era Héctor Orezzoli (Yuyo) y en aquellos tiempos casi nadie te ofrecía trabajo en Europa. Entonces Carlos y yo trabajábamos en el programa de Bergara Leumann, en La Botica de Tango. El primer ensayo fue en el Teatro Sarmiento, me acuerdo, en el predio del Zoológico. Yo me presenté con el pelo suelto, y tanto Claudio Segovia como Yuyo no me miraron con agrado. Pero esa tarde empezó la historia. Nos pusieron a bailar entre mujeres, algo desconocido e incómodo (a mí me tocó bailar con mi compañera Mónica Canda), y luego Segovia puso varias fotos antiguas sobre una mesa y de allí sacaban imágenes que inspiraban las coreografías, algo también nuevo para nosotros. Ese día terminó con modistas que nos tomaban las medidas y probándonos viejos vestidos que Segovia y Orezzoli habían traído del Mercado de Pulgas de París. Al ensayo siguiente yo aparecí con el pelo recogido y el recibimiento de los creadores cambió completamente.
María Rivarola

Para la música Segovia entusiasmó a José Libertella, alma del Sexteto Mayor, que venía de tener un gran éxito en la tanguería Trottoirs de Buenos Aires abierta en París dos años antes, sumando también a Horacio Salgán y Ubaldo De Lío. Para el canto convocó a Roberto Goyeneche, Raúl Lavié, Maria Graña, Jovita Luna y Elba Berón. El grupo de artistas cerraba con Jorge Luz para el número coreográfico-humorístico llamado "Ridiculictango".
Como casi no tenían recursos, lograron que el gobierno argentino, dirigido por una nueva Junta Militar que había reemplazado a la anterior luego de la derrota en la guerra de las Malvinas, les aportara una pequeña suma de dinero y la autorización para viajar a París en un avión militar. Cuentan los bailarines que el avión llevaba un misil Exocet de la guerra que no había estallado y que María Rivarola y Nélida Rodríguez hicieron de azafatas.
Las expectativas del elenco eran escasas. Varios de los bailarines y músicos carecían de la juventud y la estilización física que demandaba el negocio del espectáculo internacional. Y el público parisino era un público muy exigente. El caso de Virulazo y Elvira es demostrativo del perfil que tenía Tango Argentino. Eran dos "buscavidas" cincuentones de los barrios obreros del cordón industrial en crisis de Buenos Aires, dedicados al juego clandestino (quiniela) y él particularmente con un cuerpo enorme que contradecía de plano el estereotipo del bailarín. El propio Segovia cuando lo vio llegar, miró a Copes con incredulidad. Copes simplemente le dijo:

"Miralos bailar", fue todo lo que dije. Cuando Virula arrancó su baile, Claudio no podía creer lo que veía, que semejante hombre pareciera flotar, ¡no pisaba el suelo y Elvira hacía firuletes a su alrededor! Eran como Brutus y Olivia, algo diferente, como quería Claudio. Así quedaron incorporados Virulazo y Elvira.
Juan Carlos Copes

El inusual elenco llegó a Francia con la idea algo resignada de que ya era un mérito lograr presentar una obra sobre tango en París durante una semana.

## Éxito en París

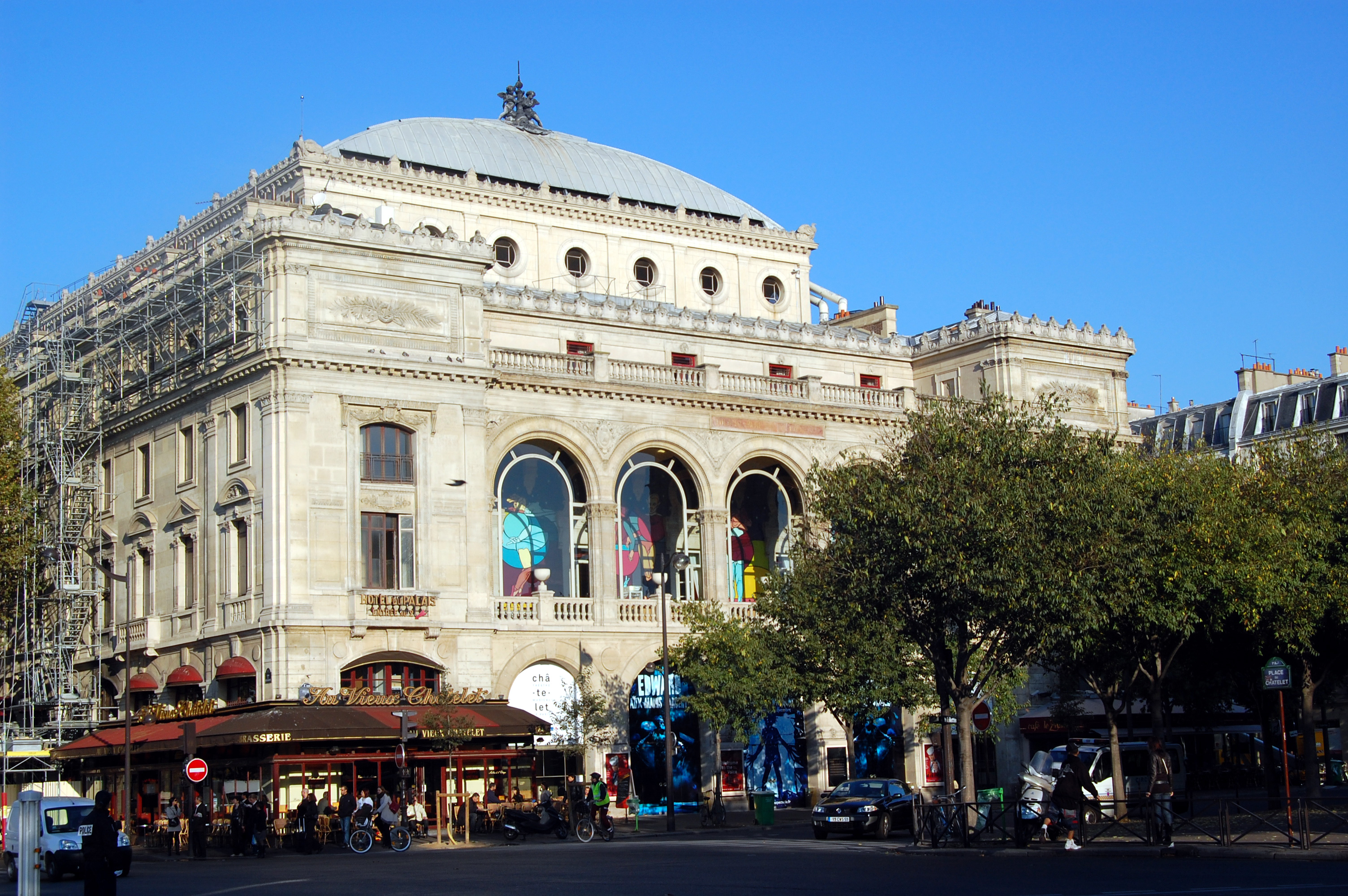
Teatro del Châtelet de París, donde se estrenó Tango Argentino.

El estreno se produjo el 10 de noviembre de 1983 en el Teatro del Châtelet de París, con una capacidad para 3.000 espectadores. El lleno del primer día llevó al elenco a pensar que se había movilizado la colectividad argentina viviendo en París. Pero el lleno se repitió los seis días y, en el último. la desesperación del público por entrar llevó a los organizadores a abrir las puertas para que el espectáculo se pudiera oír y atisbar desde afuera.
Segovia era un apasionado del tango liso y de las ruedas de baile, es decir del tango caminado cadenciosamente por las parejas dispuestas circularmente en las milongas, con ahorro de figuras acrobáticas y la obra quería mostrar el baile del tango, tal como lo bailaban los argentinos, con su variedad de estilos, ritmos y épocas. El mundo conocía la música de tango argentino, pero respecto del baile tenía la imagen de Rodolfo Valentino, demasiado marcado por la impostura; desconocía el estilo popular, cadencioso y sensual de la manera argentina de bailar el tango. Y el descubrimiento en París causó sensación. Todos los diarios cubrieron el evento y la revista Vogue realizó una nota sobre el fenómeno.
Pero en Argentina ningún medio tomó nota del acontecimiento y la falta absoluta de respuesta local, desmembró la compañía.

Nadie se había enterado de nada, ni siquiera el periodismo “especializado”. Y los que sabían ni remotamente llegaban a entender el alcance y la repercusión del éxito obtenido. Y la primera baja del elenco original fueron el maestro Horacio Salgan y Ubaldo De Lio. Ya en Argentina cada uno regresó a su lugar de rutina. Yo volví al Viejo Café Nacional; pero estaba claro que Tango Argentino no se detendría ahí…
Juan Carlos Copes

## Broadway y el éxito mundial

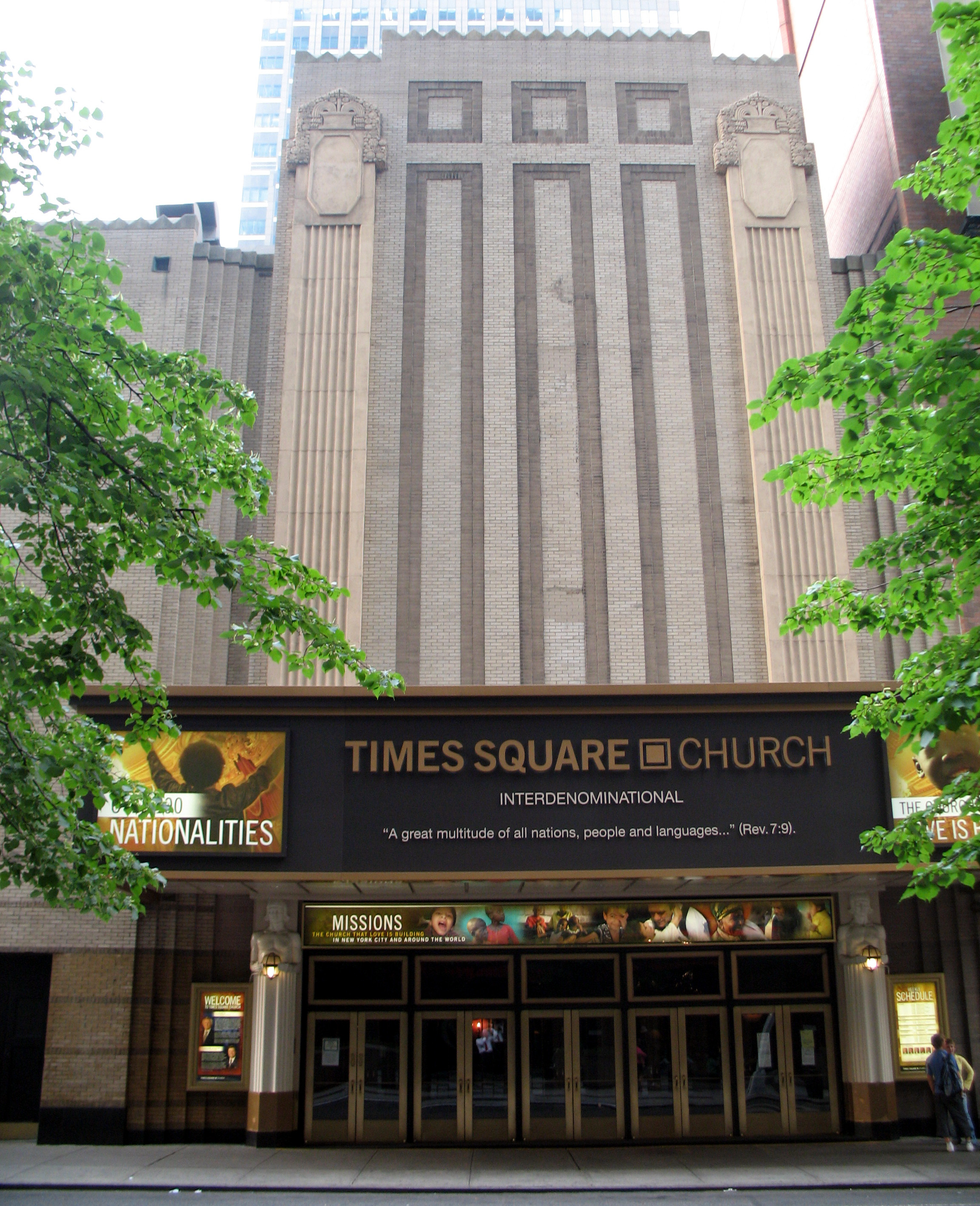
El teatro Mark Hellinger, en la calle 51 casi esquina Broadway, donde se presentó Tango Argentino en 1985. En 1991 fue transformado en un templo religioso.

El éxito le garantizó al elenco la presentación del show durante la temporada 1984, año durante el cual también viajaron a Italia, actuando con el mismo éxito en Venecia, Bologna, Milán y Roma. Para entonces se acentuaron los desencuentros entre Copes y los demás bailarines sobre la acreditación de la coreografía, que llevaron al primero a renunciar al elenco, luego de la presentación en Roma.
De todos modos, pocos meses después y con la perspectiva de presentar el espectáculo en Estados Unidos, Copes volvió al elenco, luego de llegar a un precario acuerdo de figurar en los créditos como autor de la coreografía, pero con la aclaración de que las coreografías de los cuadros de Virulazo, Eduardo, Nelson, Mayoral y Nélida, -a los que se sumó R. Dinzel al integrarse-, habían sido obra de estos. Más adelante, ya con Copes definitivamente fuera del elenco estable, el programa indicaría que Claudio Segovia era el autor de la "concepción coreográfica" y que "los bailarines" eran los autores de la coreografía.
Antes de decidir la presentación en el exigente Broadway, los productores Mel Howard y Donald K. Donald organizaron un gira que abarcó Texas, las ciudades canadienses de Ottawa, Quebec y Montreal y finalmente una semana de prueba en Nueva York, en el City Center. La aceptación animó a los productores a intentar una presentación en Broadway, por entonces centro del espectáculo teatral mundial, en donde el más mínimo descuido o una crítica periodística negativa, implicaba el fracaso y retiro inmediato de la obra.
Para montar el espectáculo en Broadway el elenco cambió un poco. Entre los bailarines, se habían retirado Cecilia Narova y Mónica y Luciano Frías, que fueron reemplazados por Naanim Timoyko y Los Dinzel. Entre los músicos, ya en 1983 se habían retirado Salgán y De Lío, pero se había sumado el pianista Osvaldo Berlingieri. Entre los cantantes, se retiraron Goyeneche y María Graña, esta última reemplazada por Alba Solís. Por su parte, Jorge Luz también se había retirado después de París y el número cómico que él realizaba (Ridiculictango) también fue retirado del espectáculo.
El debut se produjo el 9 de octubre de 1985 en el teatro Mark Hellinger, uno de los principales teatros musicales de Broadway, ubicado en la calle 51 casi esquina Broadway, el mismo lugar en el que se habían estrenado obras como My fair lady (1956-1962) o Jesus Christ Superstar (1971-1973).

Después del show la compañía entera fue invitada a cenar al restaurante Lucho's. El lugar estaba colmado de figuras que cenaban en el lugar: Liza Minelli, Jimmy Connors, Michael Barishnikov y muchos otros que habían estado presentes en el teatro. Pero en nuestra larga mesa, ninguno les prestaba atención: todos estábamos muy ansiosos por la llegada de la prensa. La noche se extendía y finalmente llegaron los diarios. El primero The New York Times lo agarró uno de los productores. Mc Donald (sic) lo ojeó y saltó como un resorte. Se paró y corrió hacia donde estaba yo para abrazarme como un desaforado. La crítica era elogiosa y estaba ilustrada por una foto mía y de Nieves. Después llegó The New York Post y fue aún más elogiosa que el Times.
Juan Carlos Copes

La obra estuvo casi seis meses en cartel, totalizando 199 presentaciones hasta el 30 de marzo de 1986. Copes ha dicho que podría haber estado mucho tiempo más, pero el elenco priorizó la presentación en otras ciudades del mundo. Al finalizar, la revista Times evaluaba del siguiente modo lo que consideraba "el éxito sorpresivo de la temporada":

Supongamos que uno quisiera montar un fracaso en Broadway y anduviese a la pesca de malas ideas. ¿En qué podría uno pensar? Veamos qué tal esto: un grupo de 15 bailarines argentinos, entrados en años y a veces en kilos, bailando ese viejo y decadente favorito, el tango. Agreguemos cuatro cantantes llorando sus penas en español, con una orquesta cargada de bandoneones, y la marquesina bien puede decir Desastre (...) Pero la razón no siempre prevalece en Broadway, donde audiencias a sala llena han transformado a "Tango Argentino" en el éxito sorpresivo de la temporada.
Times

El musical obtuvo tres nominaciones a los Premios Tony (mejor musical para los productores, mejor coreografía para todos los bailarines y mejor dirección) y una nominación para los Drama Desk Award, en el rubro experiencia teatral única.

## Espectáculo original
La obra se compone de una sucesión de tangos de diversos estilos, épocas  y variantes, que muestra la diversidad del género musical y de la danza. Tiene dos partes divididas por un intermedio. El siguiente es el programa oficial que se presentó en Broadway:
| Programa oficial de Tango Argentino en Broadway | Programa oficial de Tango Argentino en Broadway |
| PARTE I | PARTE I |
| --- | --- |
| QUEJAS DE BANDONEÓN (J. de Dios Filiberto) | Orquesta |
| EL APACHE ARGENTINO (M. Aróztegui-A. Mathón) Dos malevos se abrazan y bailan el tango | Ballet |
| EL ESQUINAZO (A. Villoldo) Pareja de orilleros bailan la milonga | Ballet |
| MILONGA DEL TIEMPO HEROICO (F. Canaro) | Juan Carlos Copes y María Nieves |
| LA PUÑALADA (P. Castellanos-E.C. Flores) | Osvaldo Berlingeri y Orquesta |
| LA MOROCHA (E. Saborido-A. Villoldo) Dos chicas jóvenes bailan el tango "discretamente" | Gloria y María Rivarola |
| EL CHOCLO (A. Villoldo-E.S. Discépolo) "Con este tango nació el tango, y como un grito salió del sórdido barrial buscando el cielo..." | Elba Berón |
| LA CUMPARSITA (G.M. Rodríguez) Baile de salón europeo | María y Carlos Rivarola Coreografía: Carlos Rivarola |
| MI NOCHE TRISTE (E. Castriota-P. Contursi) "Para mi ya no hay consuelo y por eso me encurdelo, pa olvidarme de tu amor". | Raúl Lavié |
| ORGULLO CRIOLLO (J. DeCaro, P. Laurenz) | Virulazo y Elvira Coreografía: Virulazo |
| DE MI BARRIO (R. Goyeneche) | Jovita Luna |
| BANDONEONES | José Libertella, Luis Stazo, Lisandro Adrover, Oscar Rubén González |
| MILONGUITA La historia de una chica de barrio que seducida por un rufián, sigue el camino de su ruina * MILONGUITA (E. Delfino-S. Linning) * DIVINA (J. Mora-J. de la Calle) * MELENITA DE ORO(E. Delfino-S. Linning) * RE-FA-SI (E. Delfino)                                         | Naanim Timoyko (Milonguita) Juan Carlos Copes (El rufián) Nélida (Cómplice del rufián) Nelson (El novio-puente)) Eduardo, Mayoral, Carlos Rivarola (Clientes del cabaret) Gloria, Elsa María, Gloria Dinzel, María Rivarola (Prostitutas) |
| NOSTALGIAS (J.C. Cobián-E. Cadicamo) "Gime, bandoneón, tu tango gris, quizá a ti te hiera igual algún amor sentimental...". | Sexteto Mayor |
| CUESTA ABAJO (Gardel-Le Pera) "Si arrastré por este mundo la vergüenza de haber sido y el dolor de ya no ser.". | Raúl Lavié |
| EL ENTRERRIANO (R. Mendizábal) | Los Dinzel Coreografía: Los Dinzel |
| CANARO EN PARÍS (Scarpino-Caldarella) | Osvaldo Berlingieri y Orquesta |
| TAQUITO MILITAR (M. Mores) | Juan Carlos Copes, María Nieves, Nélida y Nelson, Gloria y Eduardo |
| Intermedio PARTE II | |
| MILONGUEANDO EN EL 40 (Armando Pontier) | Gloria y Eduardo Coreografía: Eduardo |
| UNO (E.S. Discépolo-M. Mores) "Uno está tan solo en su dolor, uno está tan ciego en su penar". | Alba Solís |
| LA ÚLTIMA CURDA (A. Troilo-C. Castillo) "La vida es una herida absurda". | Alba Solís |
| LA YUMBA (O. Pugliese) | Mayoral y Elsa María Coreografía: Mayoral |
| NUNCA TUVO NOVIO (E. Cadícamo-A. Bardi) "Pobre solterona te has quedado, sin ilusión, sin fe...". | Raúl Lavié, Osvaldo Berlingieri y Orquesta |
| JELOUSIE (J. Gade) | Nélida y Nelson Coreografía: Nélida y Nelson |
| DESENCUENTRO (A. Troilo-C. Castillo) "Por eso en tu total fracaso de vivir, ni el tiro del final te va a salir.". | Elba Berón |
| TANGUERA (M. Mores) | Orquesta |
| VERANO PORTEÑO (A. Piazzolla) | Juan Carlos Copes y María Nieves |
| BALADA PARA MI MUERTE (A. Piazzolla-H. Ferrer) "Me pondré por los hombros, de abrigo, toda el alba, mi penúltimo whisky quedará sin beber, llegará, tangamente, mi muerte enamorada, yo estaré muerto, en punto, cuando sean las seis, cuando sean las seis, ¡cuando sean las seis!". | Jovita Luna |
| ADIÓS NONINO (A. Piazzolla) | Sexteto Mayor |
| DANZARÍN (J. Plaza); QUEJAS DE BANDONEÓN (J. de Dios Filiberto) El salón se llena del sonido de la orquesta y bajo las luces se abrazan las marionetas. | Ballet |

## Detalle del espectáculo
Sin apegarse a una estricta sucesión cronológica, el espectáculo sigue la evolución histórica y artística del tango, mostrando la variedad de estilos y modalidades que conviven en él. La primera parte está centrada en la Guardia Vieja y la segunda parte se centra en la Guardia Nueva y la Edad de Oro del tango de los años '40, aunque también dedica los últimos cuadros al tango de vanguardia y las nuevas corrientes que señalan la vitalidad del género.
El show alterna escenas de baile -que son predominantes-, con otras de canto o puramente instrumentales. A través del vestuario de los bailarines y de los estilos de baile, la obra va relatando la historia del tango con un lenguaje musical y coreográfico.
Abre y cierra con el mismo tema, "Quejas de bandoneón", instrumental de Filiberto, del que Troilo hizo un clásico.
En los primeros cuadros la obra muestra a los compadritos y "chinas", tipos sociales de los sectores populares marginales (orilleros) de Buenos Aires que crearon el tango, bailando el tango canyengue, incluso entre hombres como era usual ("El apache argentino"), en el que predominaba el corte y la quebrada, que en aquella época era considerado obsceno e indecente.
Los bailarines van recorriendo los primeros tangos que marcaron a la Guardia Vieja: "El entrerriano", "El choclo", "El porteñito", "La morocha".
Luego de ese primer momento del tango orillero de compadritos y chinas, la obra muestra como el tango sale del arrabal, para entrar a los salones y cabarets. Aparecen bailarines vestidos de frac de los sectores altos y mujeres con vestidos de fiesta, conviviendo con compadritos y chinas. En el cuadro de "La morocha", dos chicas "de familia", bailan el tango entre ellas cuidando que nadie las viera, mostrando que los jóvenes empezaban a llevar el tango al mundo familiar. En el cuadro de "La cumparsita", el tango ya es un éxito en Europa y es bailado por una elegante pareja a la moda en un salón de los años '20.
Con "Mi noche triste", el famoso tango de Contursi que Gardel llevó a la fama en 1917, cantada en todas las puestas en escena por Raúl Lavié, el espectáculo marca la llegada del tango canción que comienza a expresar las angustias y los dolores del corazón, sobre todo de los varones, una característica que se volvería sustancial para el género. Pocos cuadros después Lavié refuerza el mensaje cantando también "Cuesta abajo" de Gardel y Le Pera.
Al promediar la primera parte llega el cuadro "Milonguita", con características teatrales y una base musical compuesta con cuatro piezas, que trata el tema de la prostitución y la trata de mujeres, tema recurrente del tango. En "Milonguita" aparecen involucrados trágicamente los hombres y mujeres y los diversos tipos sociales que muestra el tango: la chica de barrio (Esthercita) que se convierte en prostituta (Milonguita) -interpretada originalmente por Naanim Timoyko-, el rufián orillero, el entregador, la madama, los "niños bien" y los hombres ricos que usan sexualmente a las jóvenes provenientes de los sectores postergados. El cuadro termina con el feminicidio de Milonguita a manos del rufián.
La primera parte finaliza con "Taquito militar" de Mariano Mores, una milonga compuesta en 1952 por un compositor modernista pero en el estilo alegre de la Guardia Vieja, rompiendo una visión estrictamente cronológica del tango.
La segunda parte comienza con "Milonguenado en el 40", un título que es una revelación brusca para el público del cambio sufrido por el tango con la Guardia Nueva, ubicándolo sin transiciones en la década del '40, la Edad de Oro del tango.
El tango ha cambiado, tanto la música como el baile. Se ha hecho más lento, más cadencioso, con menos firuletes, más caminado, más liso. La masividad del tango se nota en los bailes de salón, en las rondas tangueras, en los trajes con corbata y los vestidos de fiesta negros de las mujeres.
Este momento se refuerza con "Uno", tengo emblemático del sufrimiento y la desesperación que alcanzó el tango con la obra de Discépolo. El programa oficial incluye un texto de Jorge Lavelli titulado "Lágrimas de sal" que subraya esta emocionalidad del tango:

El tango captura la emocionalidad contenida del pueblo argentino y su tristeza se inscribe en una filosofía de la deseperanza.
Jorge Lavelli ("Lágrimas de sal")

Reforzando ese clima, a "Uno" le sigue "La última curda" de Troilo y Cátulo Castillo: «la vida es una herida absurda». La segunda parte incluye también el famoso tango Jalousie del músico danés Jacob Gade, un claro mensaje de la condición de género universal que ha alcanzado el tango.
La última parte muestra el tango moderno de las décadas de 1960 y 1970, más libre y más complejo, bajo la influencia de la liberación femenina, la revolución sexual y la difusión universal del rock. Sucesivamente se interpretan "Tanguera" de Mores, y tres temas de Piazzolla: "Verano porteño", "Balada para mi muerte" - con letra de Horacio Ferrer- y "Adiós Nonino".
El espectáculo cierra con todo el elenco bailando "Danzarín" y "Quejas de bandoneón", tal como había comenzado.

## Imágenes del espectáculo
La siguiente es una secuencia de imágenes de Tango Argentino tomadas en la presentación realizada en el Obelisco de Buenos Aires el 19 de febrero de 2011.

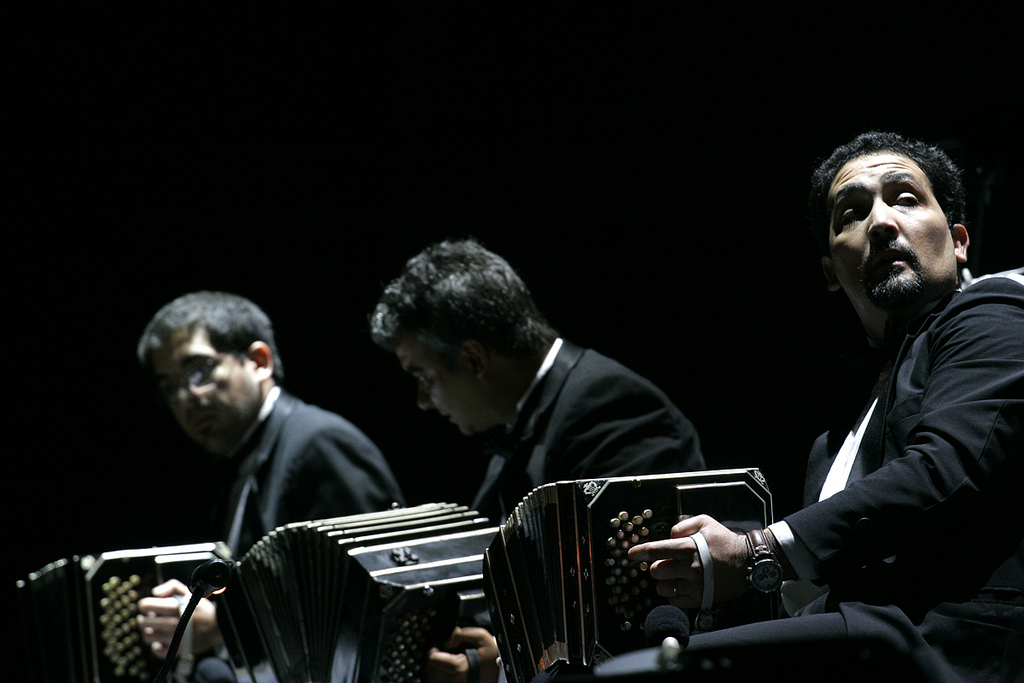
"Quejas de bandoneón" (Filiberto). Tema de comienzo y fin. (En la foto los dos bandoneonistas del Sexteto Mayor: Horacio Romo y Pablo Mainetti).
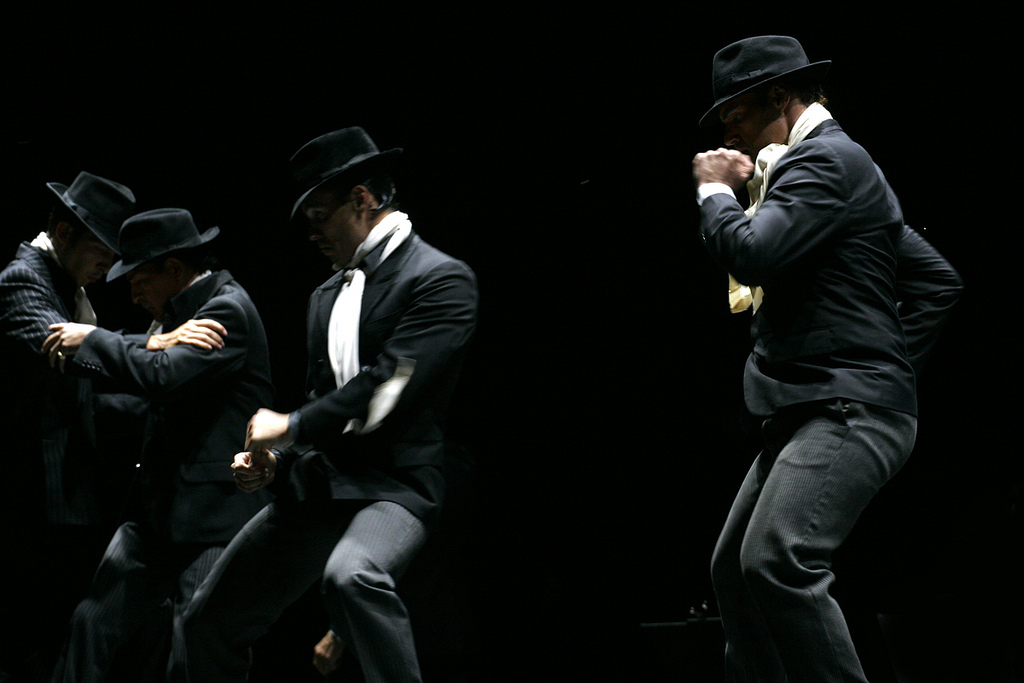
"El apache argentino": tango bailado entre compadritos.
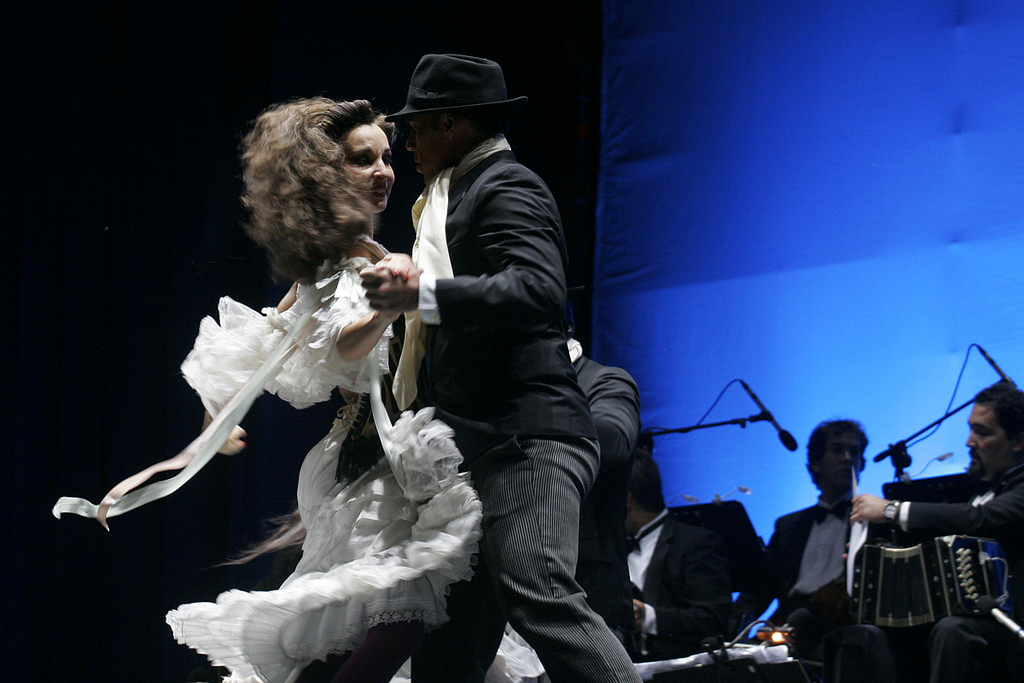
"El esquinazo": tango canyengue de la Guardia Vieja.
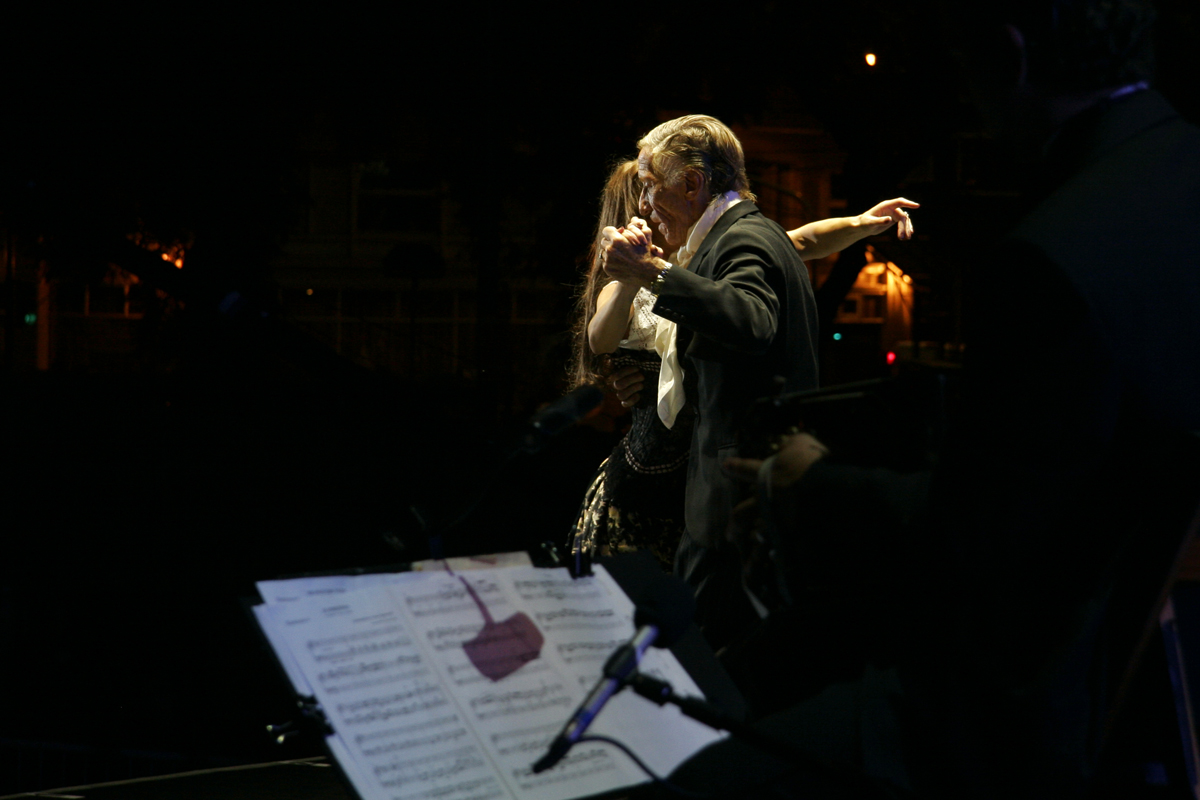
"El porteñito" (A. Villoldo). El compadrito de traje empieza a frecuentar los cabarets. (El Flaco Dani y Silvia Valz)
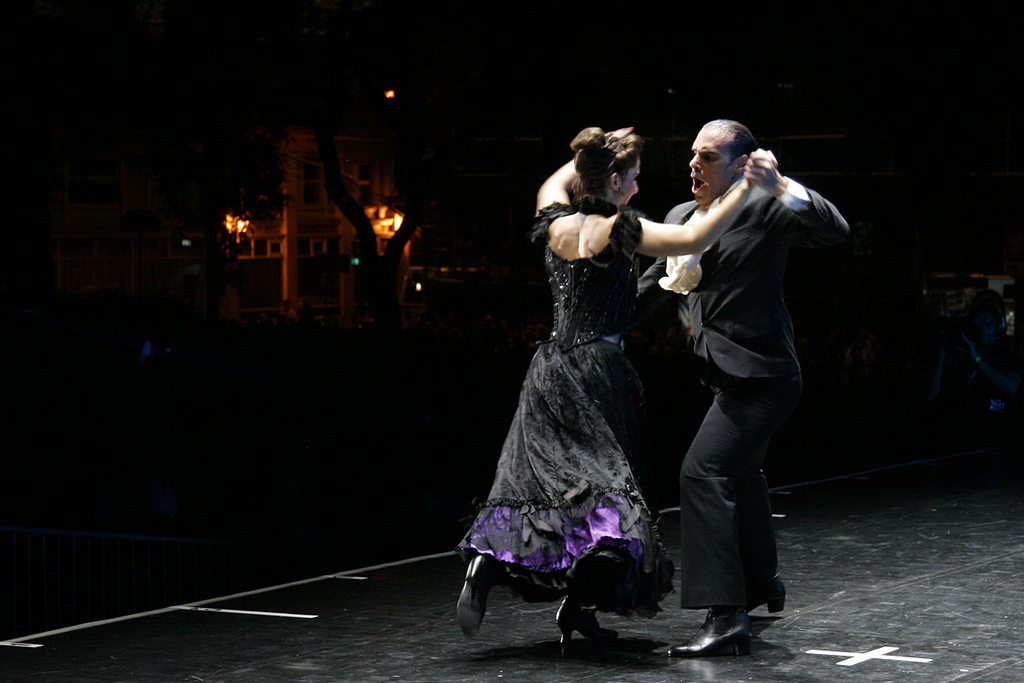
"El choclo" (A. Villoldo). «Con este tango nació el tango, y como un grito salió del sórdido barrial buscando el cielo».
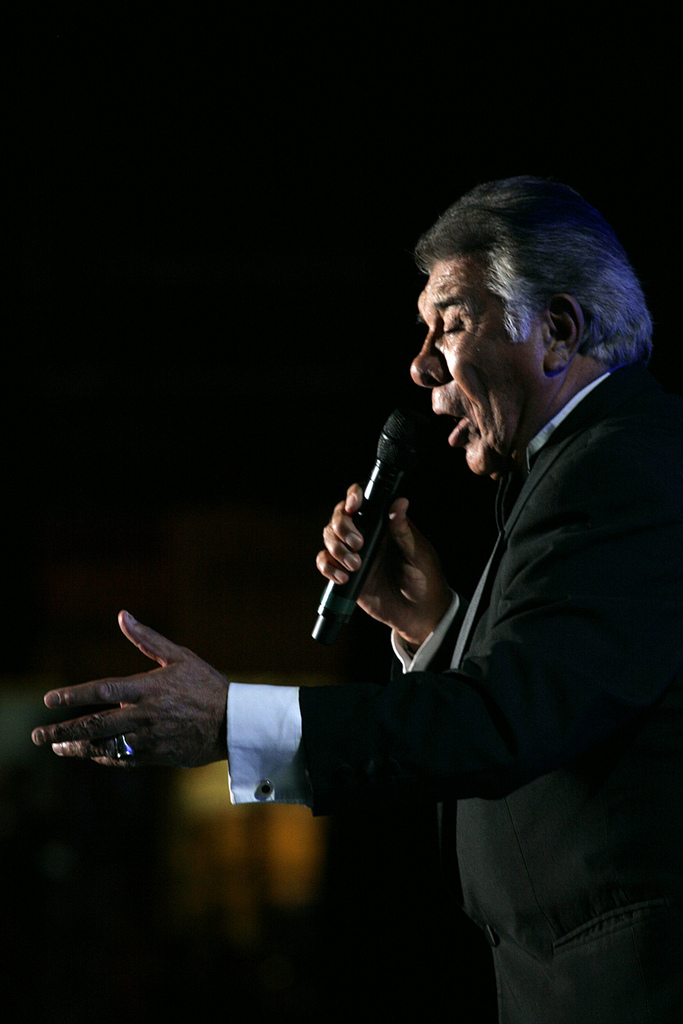
"Mi noche triste" (P. Contursi). El origen del tango canción (Raúl Lavié).
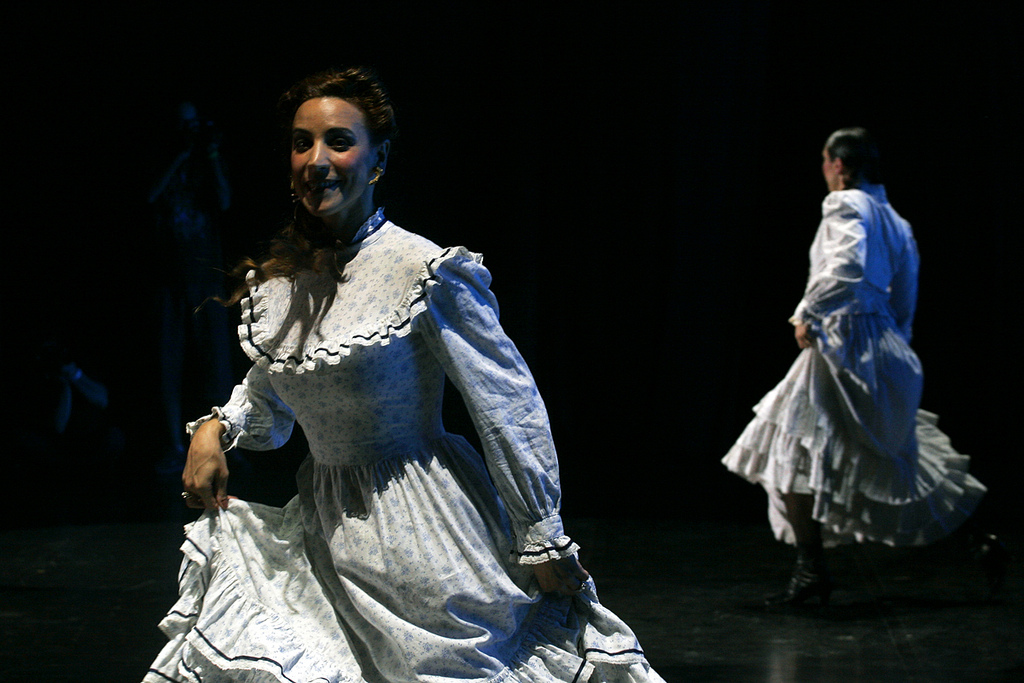
"La morocha". Dos chicas de su casa bailan tango entre ellas sin ser vistas. El tango empieza a ser familiar.
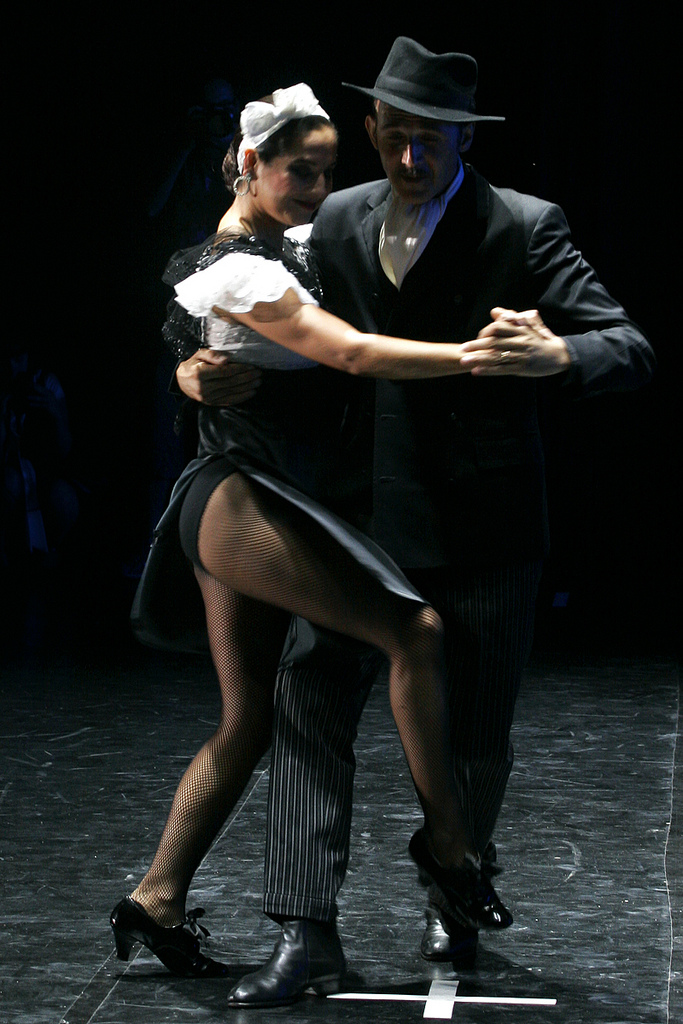
"El entrerriano": El compadrito y su china bailan el primer tango (Silvia Toscano y Gabriel Bordón).
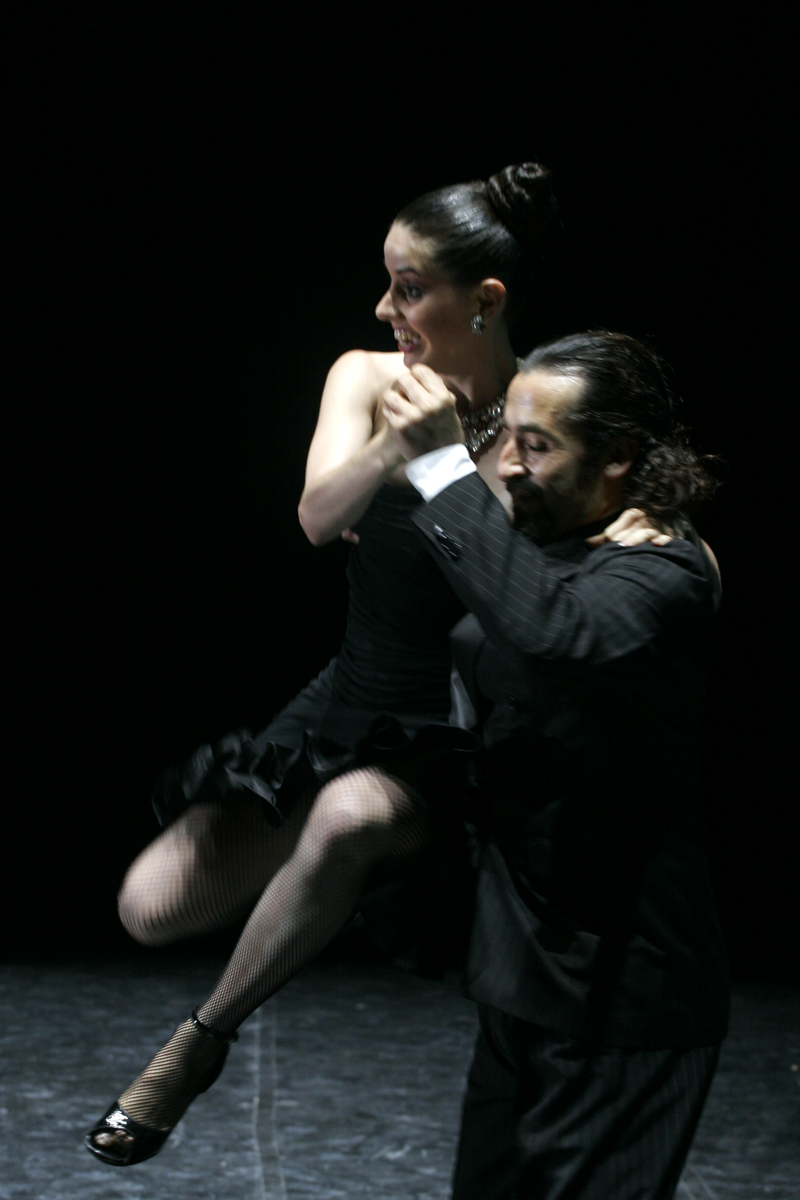
"Orillera" (O. Bassil). El compadrito y su china siguen bailando con corte y quebrada, pero con traje y vestido de fiesta en el salón. (Pablo Verón y Cecilia Capelo).
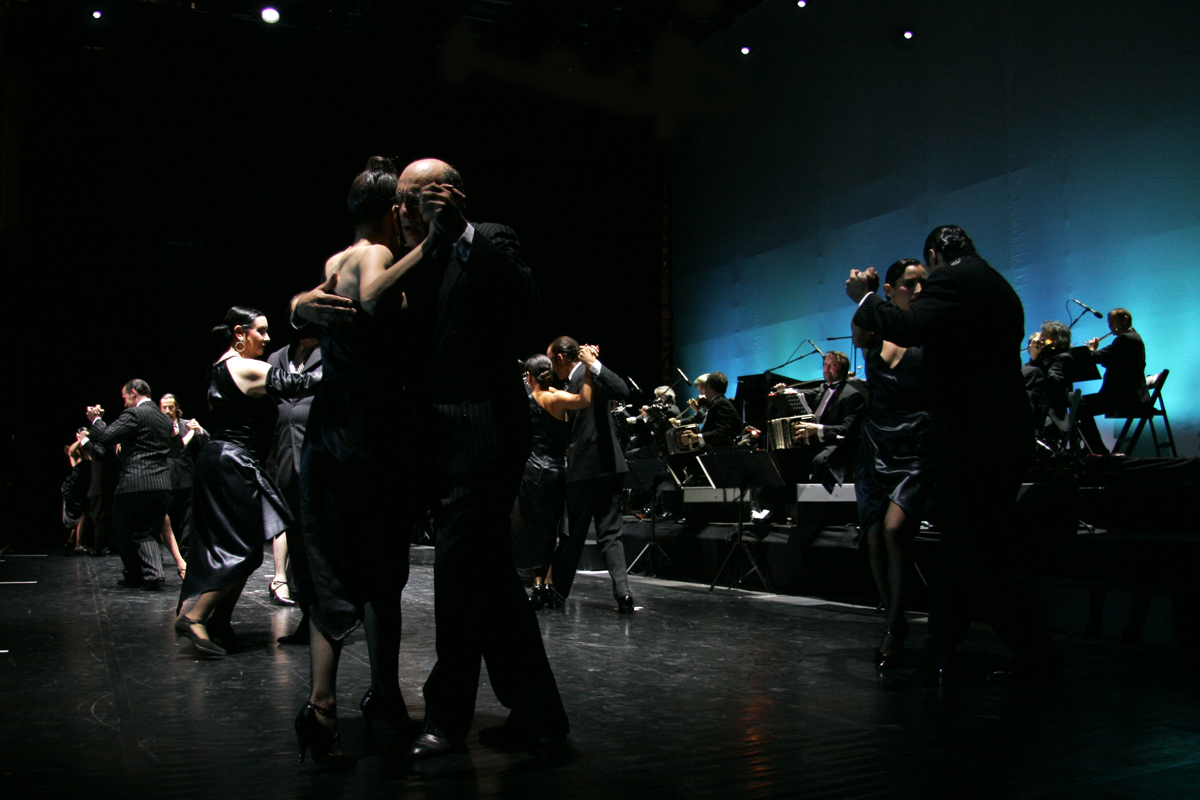
"Milonguita" (E. Delfino-S. Linning). El tango, la prostitución y el tráfico de mujeres.
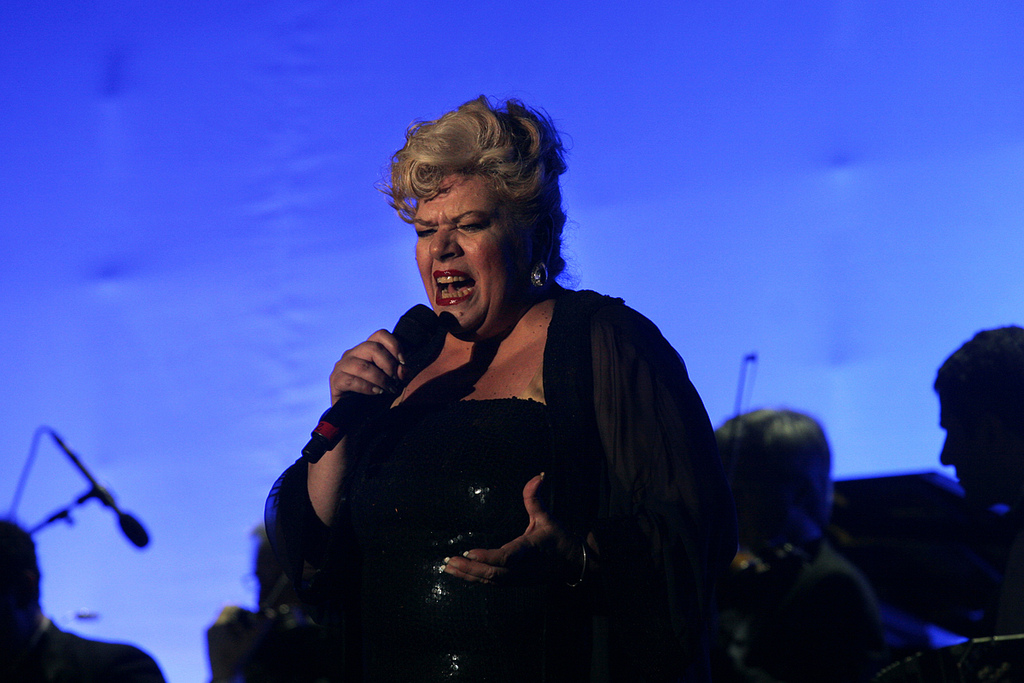
"Canción desesperada": el tango sufriente y desesperado de Discépolo (María Graña).
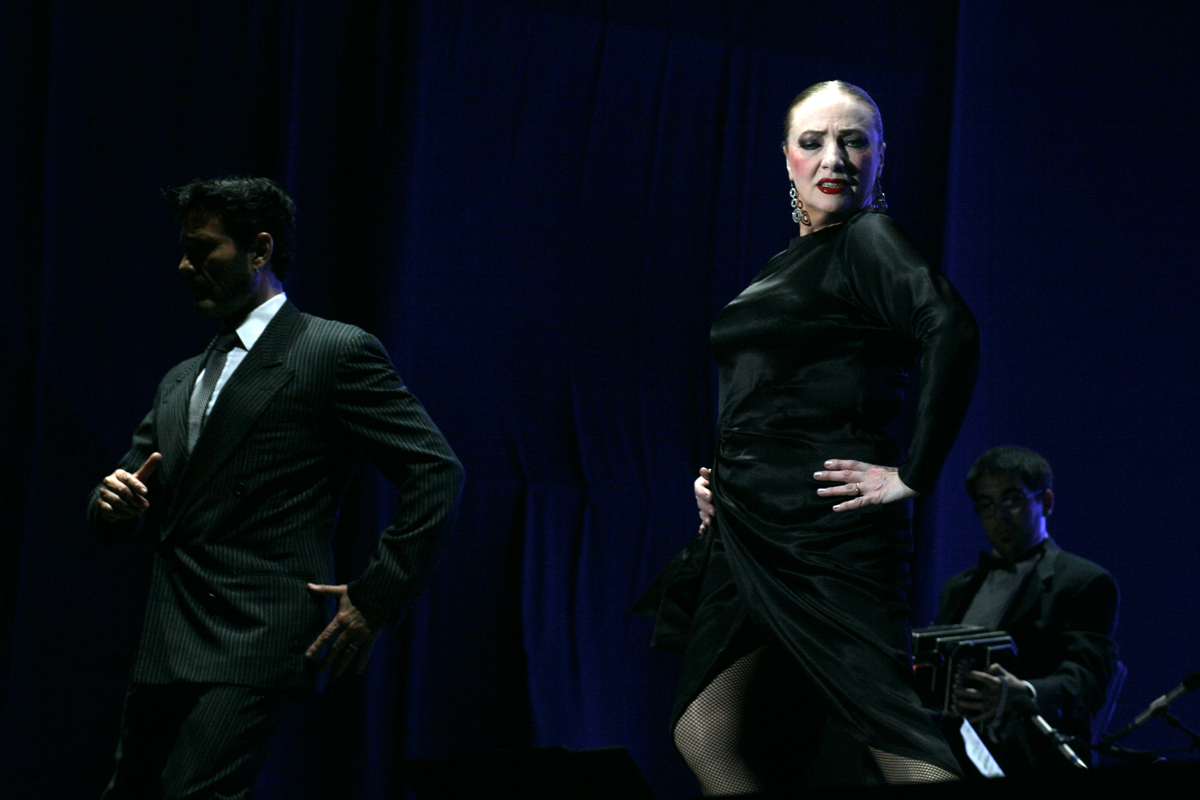
"Bahía Blanca" de Di Sarli. Él de traje y corbata, ella de vestido de fiesta. Tango de salón de los años '50. (Carlos y María Rivarola)
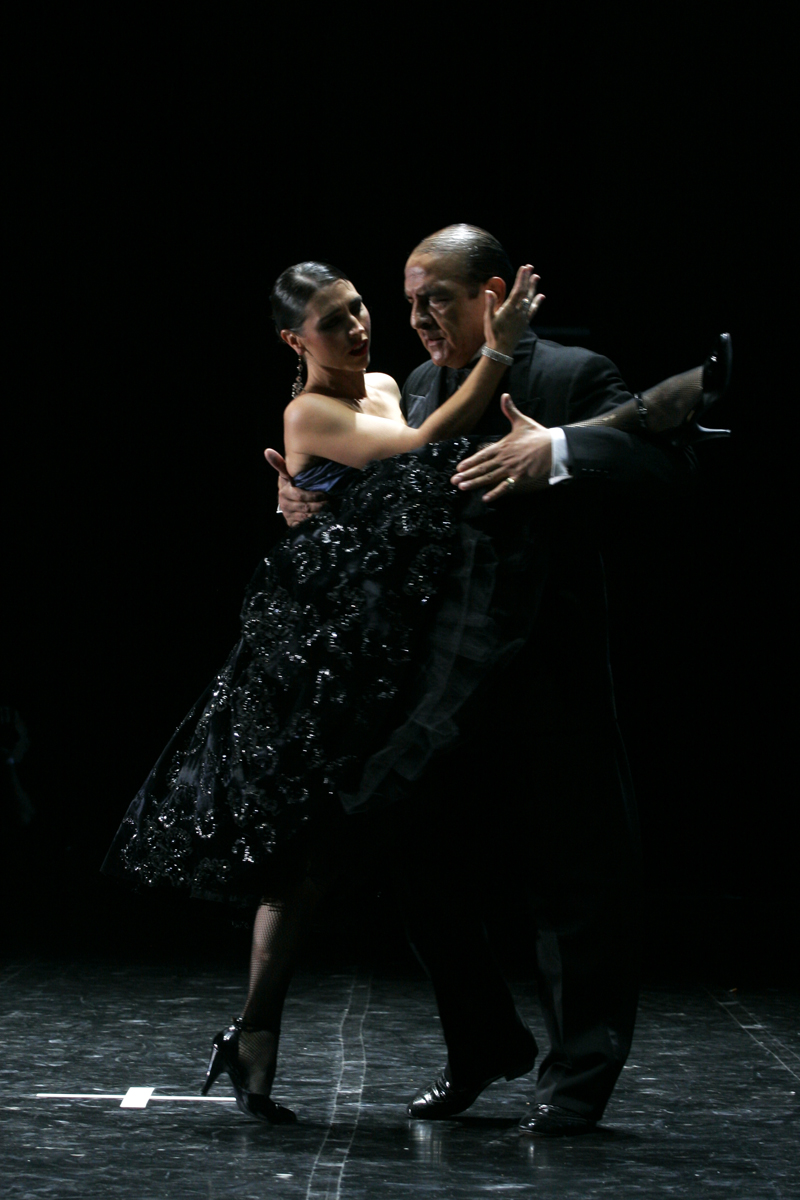
"Desde el alma" (R. Melo). El tango-vals. (Carlos Copello y Angie González)
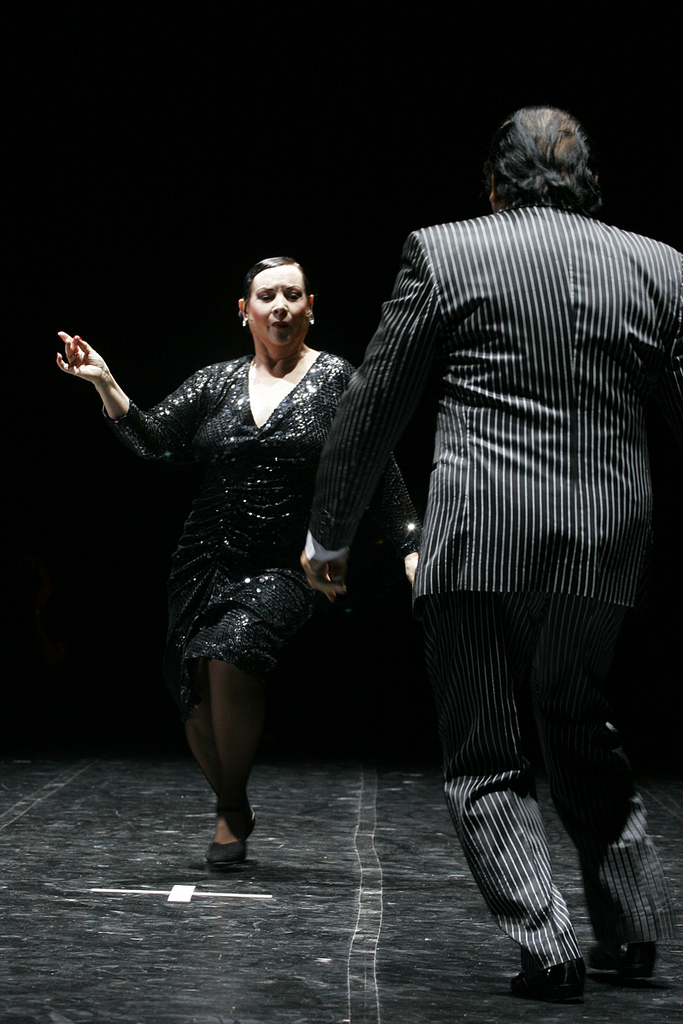
"Milongueando en el 40" (Pontier). La década dorada del tango. (Gloria y Eduardo Arquimbau)
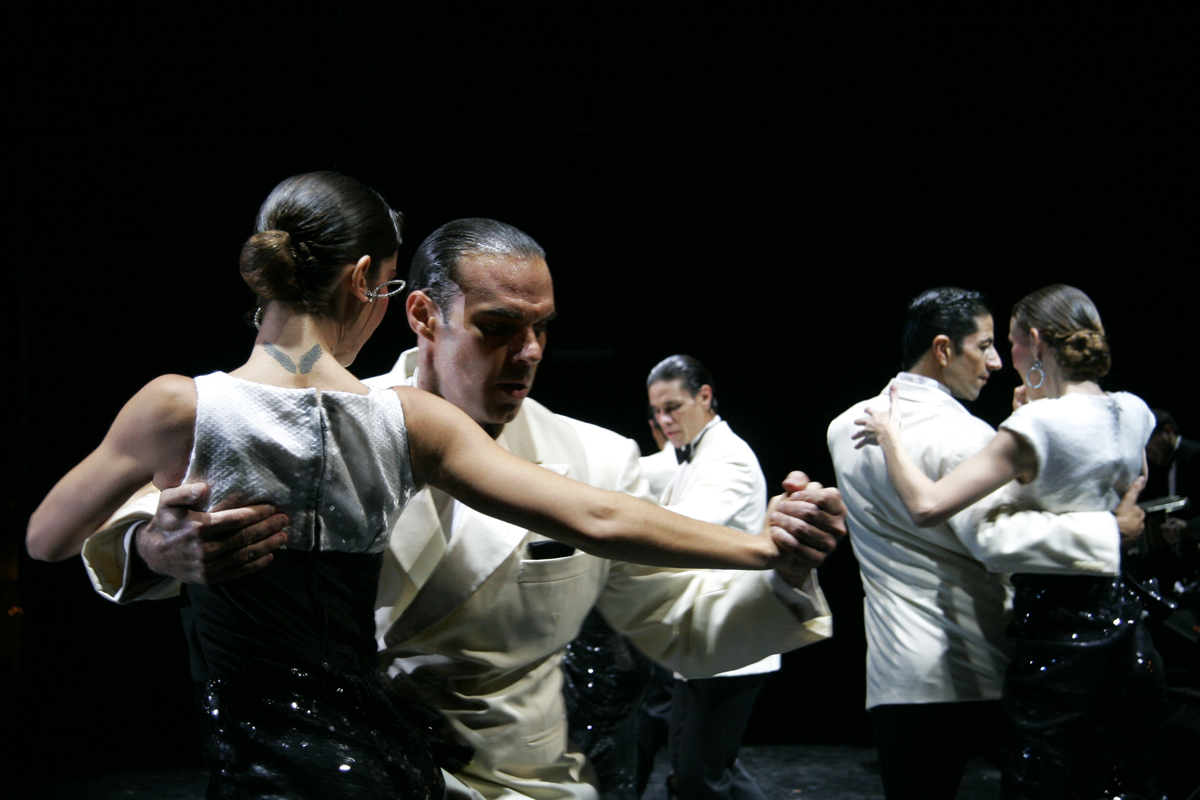
"Nocturna" (J. Plaza): Ronda de tango en las milongas.
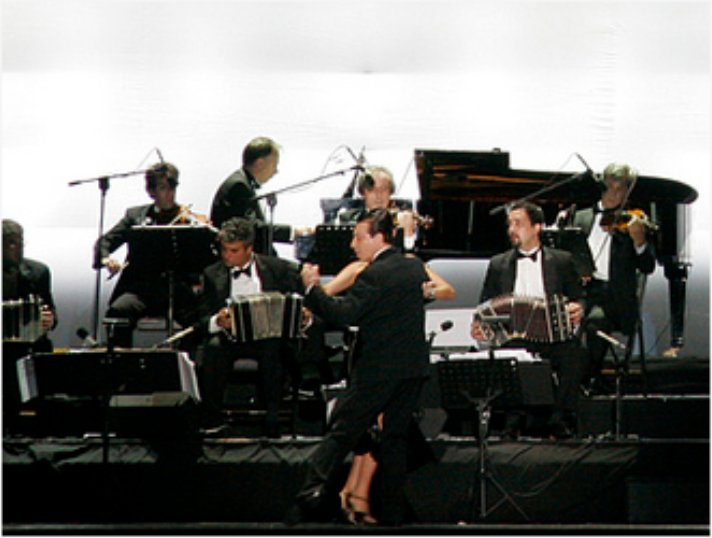
"Milonguero viejo" (C. Di Sarli): La elegancia del tango liso de los '50. (Miguel Ángel Sotto y Daiana Gúspero).
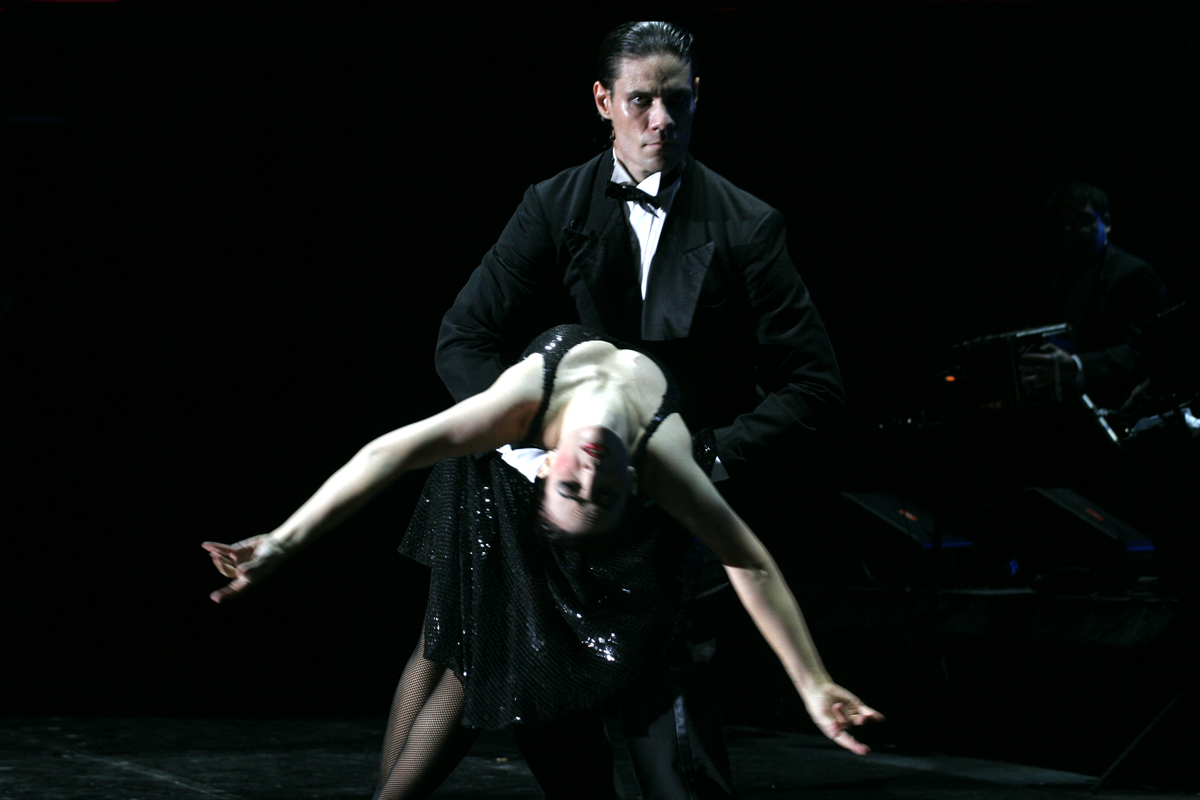
"Tanguera" (M. Mores). Fines de la década de 1950, los tiempos cambian, los estilos se liberan. (César Coelho y Guillermina Quiroga).
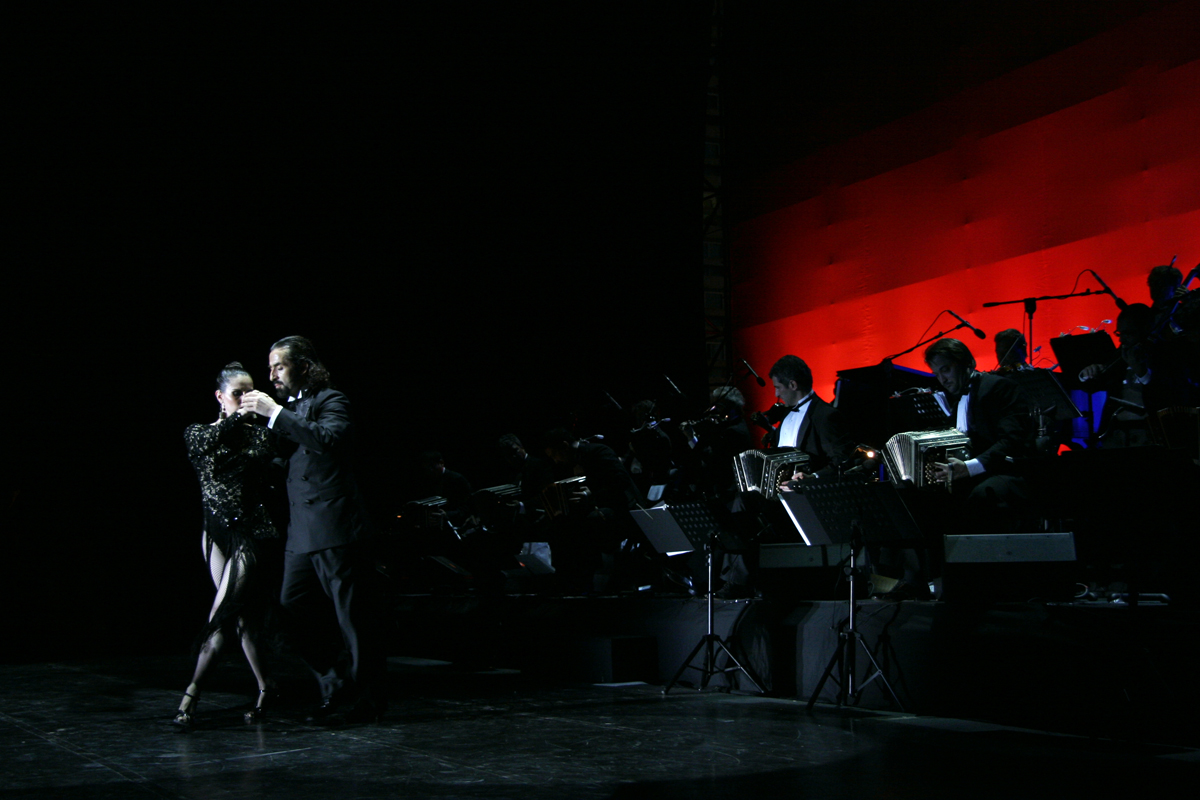
"Verano porteño" (A. Piazzolla). Tango vanguardista de los años '70, complejidad y formas libres. (Pablo Verón y Cecilia Capello).
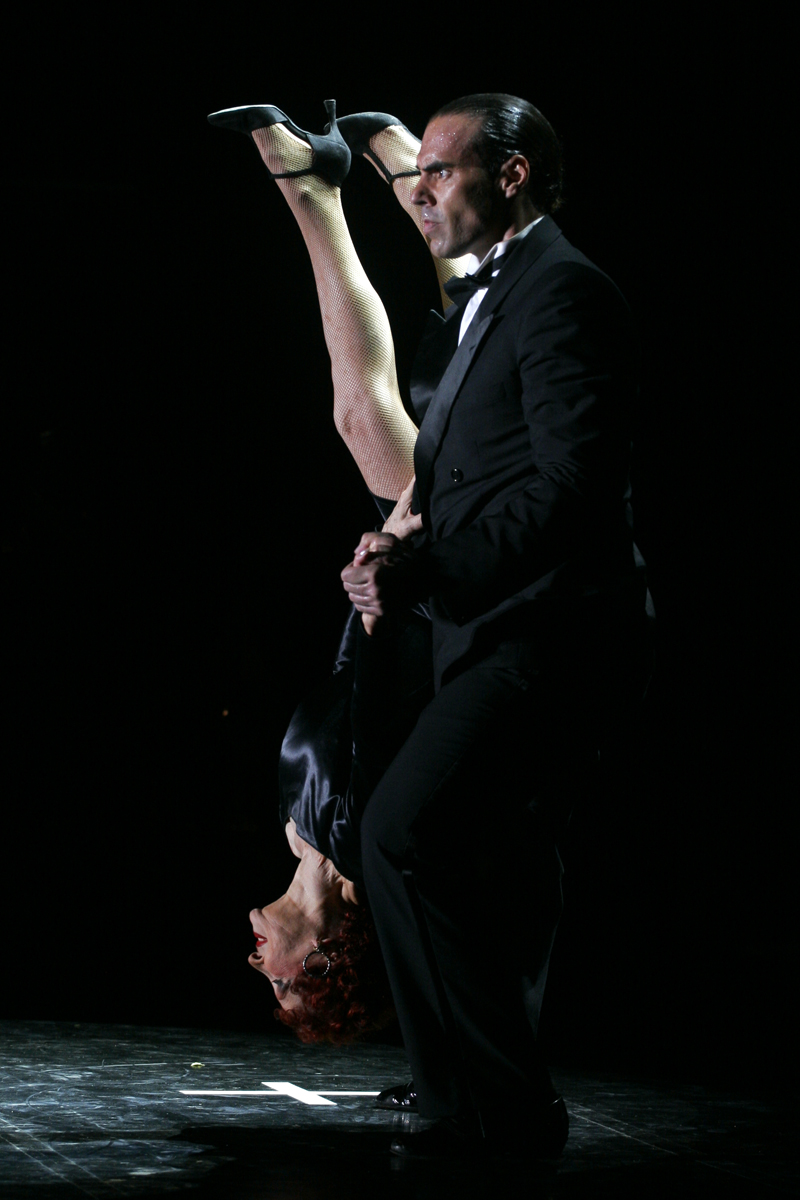
"Patético": cerca del cierre bailan María Nieves y Junior Cervila.
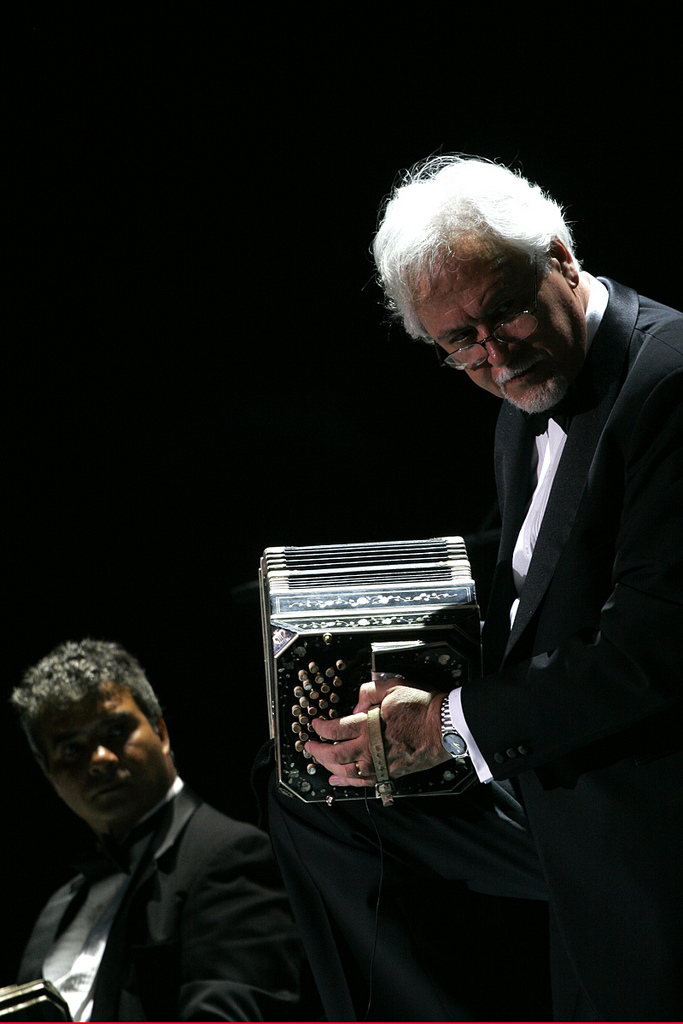
"Adiós Nonino": Piazzolla y su tango clásico de vanguardia. (Solo de Walter Ríos).

## Otras presentaciones
Luego de Broadway y durante casi una década, Tango Argentino se fue presentando en otras 59 ciudades de Estados Unidos, Canadá, Japón, Alemania, Suiza, Austria, Gran Bretaña, Holanda, Bélgica, México y Venezuela. En cada uno de esos lugares, no solo reproducía el éxito neoyorquino, sino que iba instalando comunidades formadas al calor del descubrimiento de la pasión por bailar tango, ampliando el fenómeno mundial.
En 1987 fue llevado a Japón, país en el que el tango tiene gran arraigo desde los años 40, donde el espectáculo fue transmitido por televisión abierta y el emperador Shōwa rompió el estricto protocolo real, para ensayar unos pasos de tango con los bailarines.
La bailarina alemana Nicole Nau cuenta como influyó en ella el show cuando fue presentado en Alemania en 1988:

-Pregunta: ¿Cómo se originó la fascinación por el tango en Alemania?
-Nicole Nau: Todo empieza en la década de los años 80. En mi caso comenzó con el espectáculo Tango Argentino, de Héctor Orezzoli y Claudio Segovia, que se presentó en Alemania en 1988. En ese tiempo vivía en Düsseldorf y viajé especialmente a Munich para verlos bailar en el Deutsches Theater. Quedé tan fascinada, que al salir del teatro fui directamente a una agencia de viajes para tratar de comprar un pasaje de avión. Lo que no sabía en ese momento es que en ese primer espectáculo había visto también a quien luego se convertiría en mi esposo y compañero de baile: Luis Pereyra. Ese día dejé mi vida anterior de diseñadora gráfica y me entregué al tango.

En 1989 Tango Argentino se presentó por tercera vez en París y en 1991 por primera vez en Londres, donde Lady Di asistió a la première y subió al escenario para difundir la campaña contra el SIDA, con una enorme cobertura de los medios y quedó tan entusiasmada con el tango que les pidió a Los Borquez que le enseñaran a bailarlo.
En este año 1991,  Alejandro Aquino y Giselle Anne  bailan en el espectáculo por primera vez, formando parte del show.
En diciembre de 1991 falleció Héctor Orezzoli, con apenas 38 años. El impacto emocional de la muerte de su amigo sobre Segovia y cierto agotamiento luego de una década de presentaciones, llevó a la desintegración del elenco, luego de la ya pautada primera actuación en Buenos Aires.
A fines de 1999, en coincidencia con las celebraciones del Milenio, el espectáculo fue presentado en Broadway por segunda vez, alcanzando 63 actuaciones en el Teatro Gershwin, hasta el 9 de enero de 2000, que renovaron el éxito y lo llevaron a ser nominado para los Premios Tony, en la categoría Mejor Revival de un Musical. En esta ocasión se incorporó el tango "Patético" para el último cuadro bailado por una pareja.

### En Argentina
En Argentina Tango Argentino fue presentado en cuatro ocasiones, solo en Buenos Aires y con muy poca cobertura por parte de los medios de comunicación nacionales, que nunca reflejaron el impacto que el espectáculo tuvo en el mundo. De hecho, dentro de Argentina, la obra siempre fue poco conocida.
La primera presentación fue en 1992, primero durante dos semanas en el Teatro Garn Rex y luego en el Lola Membrives (en ese momento llamado Teatro Cómico), casi una década después de su estreno mundial. la segunda vez en el Teatro Ópera, en 1999; y en 2006 en el Gran Rex.
Finalmente en 2011 el Gobierno de la Ciudad de Buenos Aires, organizó una presentación gratuita del espectáculo en la Avenida 9 de Julio, al pie del Obelisco, pero no realizó una buena difusión y la asistencia fue escasa en comparación con espectáculos similares en el mismo lugar. En esta última presentación, hubo sustanciales variaciones en los temas.

## Renacimiento del tango
Uno de los efectos de Tango Argentino fue revitalizar el tango, la música y el baile, pero principalmente este último, tanto en la Argentina como en gran cantidad de países del mundo.
Creación de milongas en todas partes del mundo para aprender y bailar el tango, espectáculos copiados o inspirados en Tango Argentino, turismo a Buenos Aires atraído por el fenómeno tanguero, el descubrimiento del tango por los jóvenes, nuevas corrientes tangueras internacionales relacionadas con el mundo emocional y el manejo del cuerpo, el impulso a las investigaciones sobre tango, los enfoques del tango desde una perspectiva de género, redefiniciones de los roles en el tango como el tango queer, etc.
La coreógrafa y crítica de danza Laura Falcoff escribía al cumplirse 20 años del estreño de Tango Argentino:

Hace exactamente veinte años, en el mes de noviembre de 1983, el parisino Teatro de Chatelet asistió al nacimiento de un fenómeno sin precedentes en la cultura y el arte populares... Tango Argentino acabó por ser mucho más que un éxito teatral fuera de lo común: al margen de los propósitos de sus creadores el espectáculo... impulsó el renacimiento del género en su manifestación de baile de pista y en una escala que ha llegado a ser planetaria. Si hoy pueden encontrarse "milongas" en Verona o Alaska, más aún, si en Buenos Aires... el tango abandonó los reductos en los que resistió durante décadas y se volvió un fenómeno casi masivo, el responsable es Tango Argentino.
Laura Falcoff

En 2011 la Cámara de Diputados de la Nación Argentina homenajeó y realizó un reconocimiento a Claudio Segovia "por su aporte a la difusión y permanencia del tango". En su declaración, la Cámara de Diputados dice:

En noviembre de 1983 en el "Teatro Chatelet", de París, se presentó un espectáculo que luego marcaría un hito en la historia del tango:
El musical "TANGO ARGENTINO"
Su creador, aún no vislumbraba el efecto que produciría en el mundo entero su idea de reunir sobre el escenario a los más encumbrados exponentes del género en todas sus formas...
La atracción que produjo, hizo que se multiplicaran sus presentaciones en diversas ciudades y países, y que fuera el punto de partida para que el mundo entero quisiera bailar, cantar, enseñar, interpretar o al menos ver y escuchar tango en alguna de sus manifestaciones.
Como consecuencia de este suceso, comenzaron a formarse jóvenes orquestas y se inauguraron milongas aquí y en el mundo, en las que hasta hoy, se baila exclusivamente tango. Los maestros bailarines y reconocidos milongueros, fueron convocados para exhibir su arte y dar clínicas de enseñanza.
La Argentina comenzó a recibir turistas, que retornan cada año a la meca del tango, para empaparse de él y abrevar en la cultura que le dio origen.
Hasta el rubro de la moda se vio influenciado por el fenómeno que se produjo a partir del mencionado espectáculo.
Detrás de este suceso o al frente del mismo, se hallaba una figura de indiscutible talento, el Sr Claudio Segovia.
Cámara de Diputados de la Nación Argentina

## Los elencos

### París 1983
- Bailarines: Juan Carlos Copes y María Nieves, Cecilia Narova, Carlos Rivarola y María Rivarola, Héctor Mayoral y Elsa María, Nélida Rodríguez y Nelson Ávila (Nélida y Nelson), Mónica Frías y Luciano Frías, Virulazo y Elvira Santamaría.
- Cantantes: Roberto Goyeneche, Raúl Lavié, Maria Graña, Jovita Luna, Elba Berón
- Músicos: Horacio Salgán (piano), Ubaldo De Lío (guitarra) y el Sexteto Mayor (José Libertella y Luis Stazo en bandoneón, Mario Abramovich y Eduardo Walczak en violín, Oscar Palermo en el piano y Enrique Kicho Díaz en el contrabajo).
- Actor: Jorge Luz

### Broadway 1985
- Bailarines: Juan Carlos Copes y María Nieves, Gloria y Eduardo Arquimbau, Carlos Rivarola y María Rivarola, Mayoral y Elsa María, Nélida Rodríguez y Nelson Ávila, Virulazo y Elvira Santamaría,  Los Dinzel (Gloria y Rodolfo), Naanim Timoyko.
- Cantantes: Raúl Lavié, Jovita Luna, Elba Berón, Alba Solís
- Músicos: Osvaldo Berlingieri (piano) y el Sexteto Mayor (José Libertella y Luis Stazo en bandoneón, Mario Abramovich y Eduardo Walczak en violín, Oscar Palermo en el piano y Enrique Kicho Díaz en el contrabajo).[9]

### Londres 1991
- Bailarines: Nélida Rodríguez y Nelson Ávila (Nélida y Nelson), Mayoral y Elsa María, Carlos Bórquez e Inés Prancevic (Los Bórquez), Mónica Frías y Luciano Frías, Norma Acosta y Luis Pereyra (Norma y Luis Pereyra), Pablo Verón y Carolina Iotti, Giselle Anne y Alejandro Aquino.
- Bailarines invitados: Juan Carlos Copes, María Nieves, Cecilia Norova.
- Cantantes: Raúl Lavié, Jovita Luna, Elba Berón, Alba Solís
- Músicos: Osvaldo Berlingieri (piano) y el Sexteto Mayor (José Libertella y Luis Stazo en bandoneón, Mario Abramovich y Eduardo Walczak en violín, Oscar Palermo en el piano y Enrique Kicho Díaz en el contrabajo).[25]

### Broadway 1999/2000
- Bailarines: Vanina Bilous, Carlos Bórquez, Inés Bórquez, Junior Cervila, Carlos Copello, Johana Copes, Roberto Herrera, Elsa María, Héctor Mayoral, Alicia Monti, Nélida, Nelson, Luis Pereyra, Norma Beatriz Acosta, Guillermina Quiroga, Lorena Yácono.
- Bailarines invitados: Juan Carlos Copes, María Nieves y Pablo Verón.
- Cantantes: María Graña, Raúl Lavié, Jovita Luna, Alba Solís.
- Dirección musical: Osvaldo Berlingieri, Julio Oscar Pane y Roberto Pansera
- Músicos: Osvaldo Berlingieri y Christian Zárate (piano); Roberto Pansera, Horacio Romo y Rubén Oscar González (bandoneón); Pablo Agri, Pablo Aznárez, Raúl Di Renzo, Gustavo Roberto Mulé, Walter Sebastián Prusac y Leonardo Suárez Paz (violín); Dino Quarleri (violoncelo); Enrique Guerra (contrabajo).[19]

### Obelisco 2011
- Bailarines: María Nieves, Nélida Rodríguez, Gisela Galeassi, Carlos Copello y Angie González, Alejandro Andreain y Omar Quiroga, Pablo Verón y Cecilia Capello, Junior Cervila y Natalia Royo, Carlos Borquez e Inés Prancevic, Cesar Coelho y Guillermina Quiroga, Horacio Godoy y Alejandra Martinian, Silvia Toscano y Gabriel Bordón, Omar Merlo y Noelia Parra, Daniel Urquilla y Silvana Capra, Nadia Johnson y Maxi Copello, Alejandro Andrián y Omar Quiroga, Bruno Gibertoni, Gloria Arquimbau y Eduardo Arquimbau (Gloria y Eduardo), Miguel Ángel Zotto y Daiana Gúspero, Carlos y María del Carmen Rivarola, El Flaco Dany (Daniel García) y Silvina Valz, Silvia Alonso y Alfredo Alonso, Osvaldo Cartery y Coca Cartery, El Chino Perico y Cecilia Bulotta, y Naanim Timoyko.
- Cantantes: María Graña, Raúl Lavié.
- Músicos: Christian Zárate, (piano); Walter Ríos, Horacio Romo, Pablo Mainetti, Alejandro Zárate, Nicolás Perrone, Mariano Cigna, Santiago Polimeni (bandoneón); Pablo Agri, Raúl di Renzo, Sebastián Prusak, Miguel Ángel Bertero, Humberto Ridolfi, Luis Roggero, Matías Grande (violín); Diego Sánchez (violoncelo), Daniel Falasca (contrabajo), Julián Vat (flauta) y Hernán Possetti (piano).

### Otros integrantes
- Bailarines: Milena Plebs.[26]